# SV Hage
Der Sportverein Hage e.V. ist ein deutscher Sportverein mit Sitz in der niedersächsischen Gemeinde Hage innerhalb der gleichnamigen Samtgemeinde. Der Verein ist vor allem bekannt durch seine Frauenfußball-Mannschaft, die von 1988 bis 1991 in der Oberliga Nord spielte, welche damals die Teilnahme an der Deutschen Meisterschaft ausspielte.

## Abteilungen

### Fußball

#### Frauen
Die ersten Frauen-Mannschaften im Punktspielbetrieb entstanden im Jahr 1976. Danach gelang der Mannschaft auch der Aufstieg in die Landesliga sowie später in die Regionalliga Nord. Mit 17:23 Punkten erreichte das Team hier einen ordentlichen siebten Platz in der Debütsaison 1988/89. In den nächsten beiden Jahren wurden diese Platzierungen aber immer niedriger und so stieg man mit 4:32 Punkten nach der Spielzeit 1990/91 wieder ab.
In der Saison 2001/02 spielte die Mannschaft des Vereins in der Kreisliga Aurich. Mit 39 Punkten gelang hier zur Spielzeit 2013/14 dann über den zweiten Platz der Aufstieg in die Bezirksliga. Hier kann sich die Mannschaft dann auch erst einmal knapp halten. Ohne einen einzigen Punkt, steigt die Mannschaft mit 156 Gegentoren nach der Runde 2015/16 dann aber doch wieder ab. Die Kreisliga hieß nun Ostfrieslandliga und hier gelang mit 23 Punkten dann auch nur knapp der Klassenerhalt. Bis heute hält sich die Mannschaft in dieser Spielklasse.

#### Herren
Von Vereinsgründung an gab es schon eine erste Herren-Mannschaft im Verein. Diese stieg 1953 aus der Bezirksklasse ab. In diese stieg die Mannschaft im Jahr 1978 wieder auf. Nach einer Vizemeisterschaft 1980 gelang hier dann auch die Meisterschaft und man stieg 1982 in die Bezirksliga auf. Nach der Spielzeit 1986/87 stieg das Team wieder ab, es gelang jedoch bereits zur Spielzeit 1988/89 wieder aufzusteigen. Nach einem Abstieg stieg das Team nach der Saison 1997/98 dann schließlich erstmals wieder in die Kreisliga ab.
In der Runde 2001/02 spielte das Team dann wieder in der Bezirksklasse und erreichte hier den 9. Platz. Mit 35 Punkten ging es hier nach der Saison 2003/04 wieder runter in die Kreisliga Aurich / Emden. Später spielte man dann in der Kreisliga-Staffel Aurich / Wittmund oder auch in der Staffel Emden / Aurich.
Diese hieß dann ab der Spielzeit 2013/14 Ostfrieslandliga, aus nicht näher bekannten Gründen reichte nach dieser Spielzeit ein vierter Platz, um in die Bezirksliga aufzusteigen. Dies sah man jedoch in den Ergebnissen der Spielrunde 2015/16 und mit 14 Punkten wurde man abgeschlagen Letzter.
Im Anschluss der durch die Covid-19-Pandemie vorläufig beendeten Saison wurde der Klub in der Ostfrieslandliga mit 2,44 Zählern auf dem zweiten Platz gewertet. Die Saison 2020/21 wurde pandemiebedingt dann nur in einer 8er-Liga ohne Aufstieg und Abstieg ausgespielt. Diese wurde er auch in der Folgesaison ausgespielt und mit einer Aufstiegsrunde ergänzt, hier landete der Verein aber nur auf dem fünften Platz. Seit der Saison 2022/23 spielt die Mannschaft nun wieder in der regulären Bezirksliga.

## Bekannte Persönlichkeiten
- Dieter Eilts (* 1964), Fußballspieler in seiner Jugend in den 1970er und 1980er Jahren, später Spieler bei Werder Bremen und Europameister 1996
- Ralf Ewen (* 1972), Fußballspieler in seiner Jugend bis 1988 und später bei Spieler in der 2. Bundesliga